# Pucón (centro de esquí)
Pucón es un centro de esquí chileno, ubicado en la comuna homónima, en la región de La Araucanía. Está emplazado en la ladera norte del Volcán Villarrica, dentro del Parque nacional Villarrica.

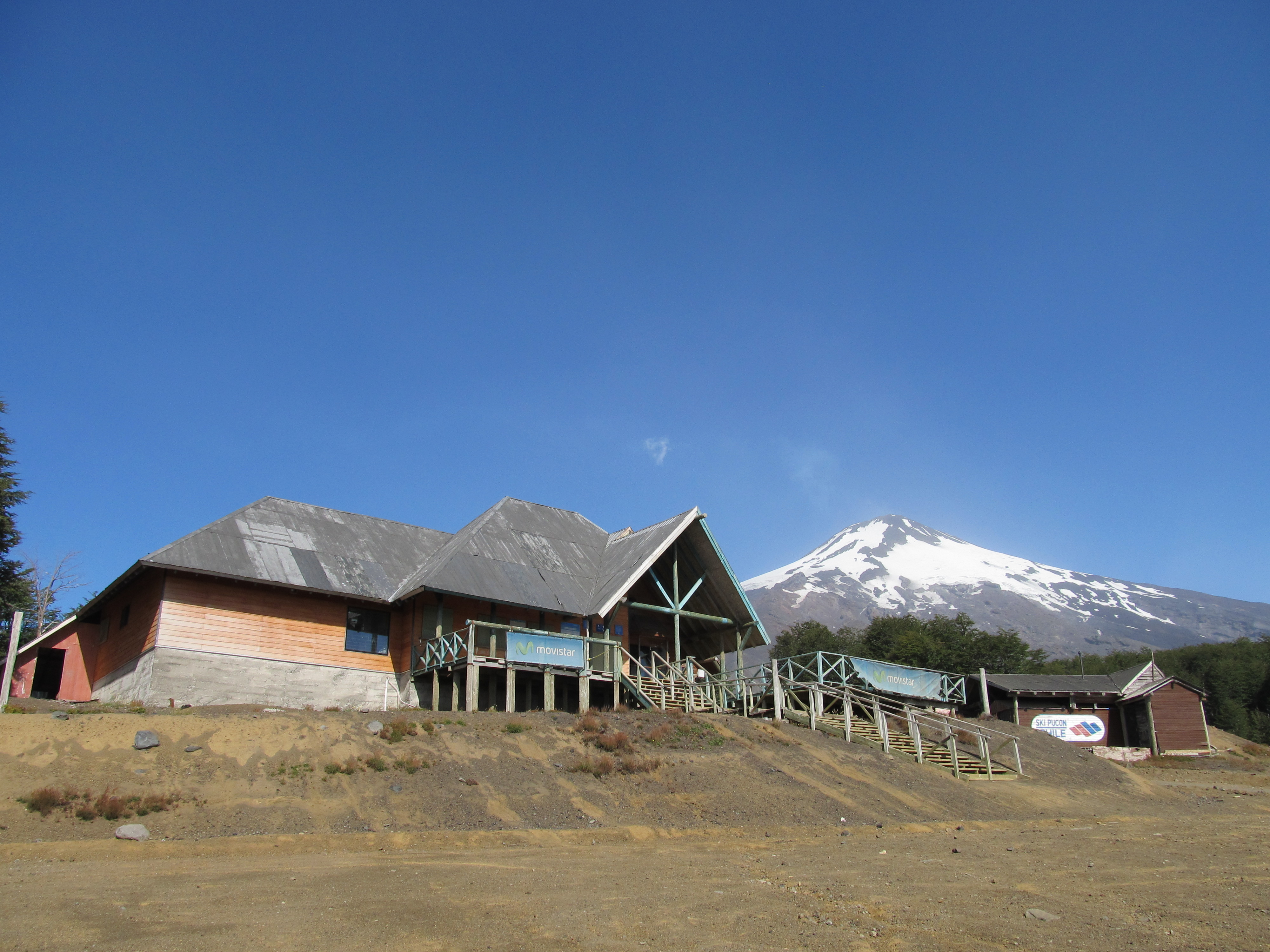
Refugio del centro de esquí en verano. Al fondo, el volcán Villarrica.

El complejo cuenta con seis andariveles, cafetería, escuelas de esquí y snowboarding y tienda boutique. Está abierto entre mediados de junio y mediados de octubre.